# Alsemberg
Alsemberg (Pajots: Alzembérg) is een plaats in de Belgische provincie Vlaams-Brabant en een deelgemeente van de gemeente Beersel. Tot 1 januari 1977 was het een zelfstandige gemeente. 

## Etymologie
Volgens historicus Constant Theys is de naam Alsemberg een verbastering van Halsenberg (halsvormige, langwerpige berg). Volgens Mauritz Gysseling is de naam echter afkomstig van het Germaans Alsan + berga. Dit zou dan "berg van Also" betekenen.

## Geschiedenis
De streek rond Alsemberg werd reeds bewoond in de tijd dat Romeinse legioenen de Lage Landen doorkruisten. Bewijs hiervan is de op de Elsemheide gelegen "Dikke Mier" die volgens de overlevering een mijlpaal zou zijn van de Romeinen. De Dikke Mierweg zou boven op de restanten van een oude Romeinse heirbaan liggen. In elk geval is de laatste functie van de Dikke Mier een eenvoudige grenspaal tussen Alsemberg en Dworp. Ook werden in de buurt onder meer munten uit de Romeinse tijd gevonden.
De eerste vermelding van Alsemberg dateert uit het midden van de dertiende eeuw. Op dat moment was het dorp niet meer dan enkele huizen. De plaats behoorde aanvankelijk tot de meierij van (Sint-Genesius-)Rode. De Abdij van het Heilig Graf van Kamerijk bouwde in 1155 een kapel, daar de abdij al in het bezit was van een grondheerlijkheid met een cijnshof. Zij behield er de collatie van de Onze-Lieve-Vrouwkerk tot op het einde van het ancien régime. Het tiend ervan werd in 1219 door Hendrik I van Brabant aan de Sint-Gertrudisabdij van Leuven afgestaan.
In 1391 kreeg Jan van Withem, Heer van Beersel, het recht om een schepenbank in te richten die de jurisdictie zou uitoefenen over zijn onderdanen en zijn goederen te Alsemberg, Rode, Linkebeek en Beersel. Vanaf dat ogenblik maakt Alsemberg deel uit van een geheel van heerlijkheden waarvan Beersel het centrum is.
Halfweg de veertiende eeuw werd begonnen met de bouw van de huidige kerk. Sinds die tijd was Alsemberg een bescheiden bedevaartsoord.
In 1861 begonnen enkele broeders van de congregatie van Scheppers een school aan de voet van de grote kerktrappen (10 meter breed en 65 treden). Deze school Sint-Victor groeit uit tot een scholencomplex met een basisschool, een ASO, een BuLO en een normaalschool.

## Bezienswaardigheden
- De Onze-Lieve-Vrouwekerk: Een driebeukige kerk met als belangrijkste bezienswaardigheid een romaans Mariabeeld.
- De papier- en kartonindustrie: De vallei van de Molenbeek mag beschouwd worden als de bakermat van de Belgische papiernijverheid, een ambachtelijke industrie die in de 16e eeuw opbloeide.

Tussen bron en monding heeft de Molenbeek een hoogteverschil van zeventig meter. Het verval is dus erg groot, waardoor de Molenbeek op meerdere plaatsen belangrijke stroomversnellingen heeft. Deze waterkracht kan worden omgezet in energie om machines aan te drijven. Hier waren ooit meer dan 20 papiermolens bedrijvig. In 1306 was er al sprake van een banmolen. In de 19e eeuw schakelden bijna alle molens over op de productie van karton.
Het rad van de Herisemmolen draait nog steeds en houdt de herinnering aan deze voor het Brabantse dorp vergane glorie levend.
- De Herisemmolen: Deze molen is gelegen in de Fabrieksstraat, is een ruim gebouwencomplex dat in zijn huidige vorm in de 19e eeuw tot stand kwam en omvat naast een kartonfabriek ook een statig woonhuis (1802) en enkele aanhorigheden die oorspronkelijk een hoevefunctie hadden. De papiermolen "Winderickx" die hier stond en waarvan de oudste archiefvermelding dateert uit 1536, werd toen in verschillende fasen verbouwd tot een kartonfabriekje dat tot in 1940 in bedrijf zou blijven en waarvan het machinepark intact bewaard bleef.

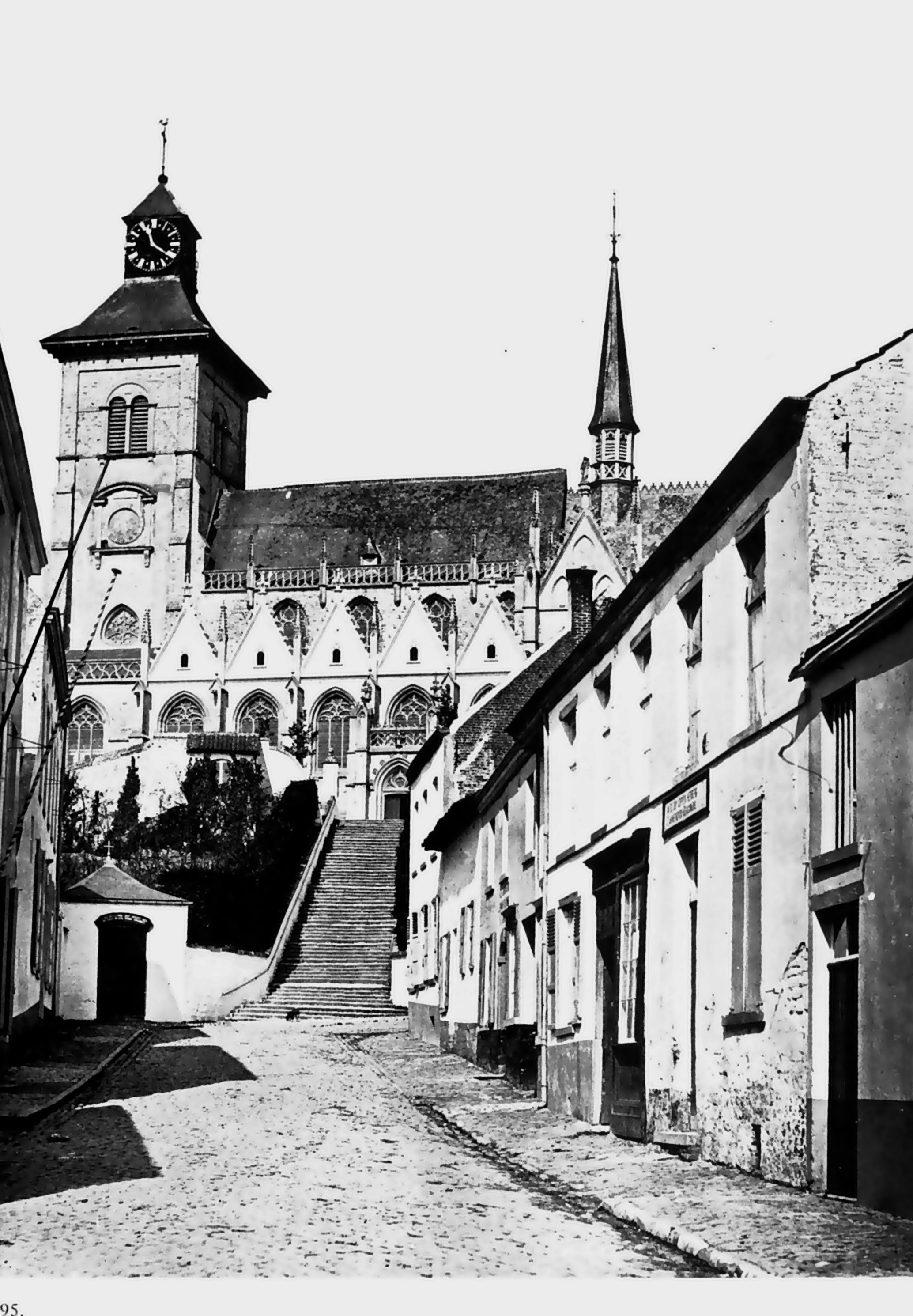
Alsemberg in de 19e eeuw

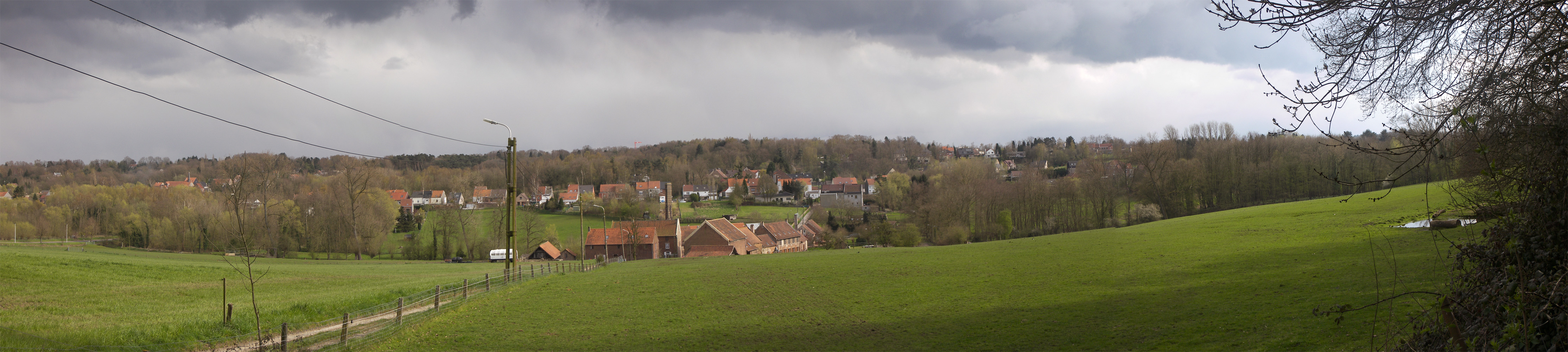
Zicht vanuit het noorden op de Herisemmolen op 6 april 2008.

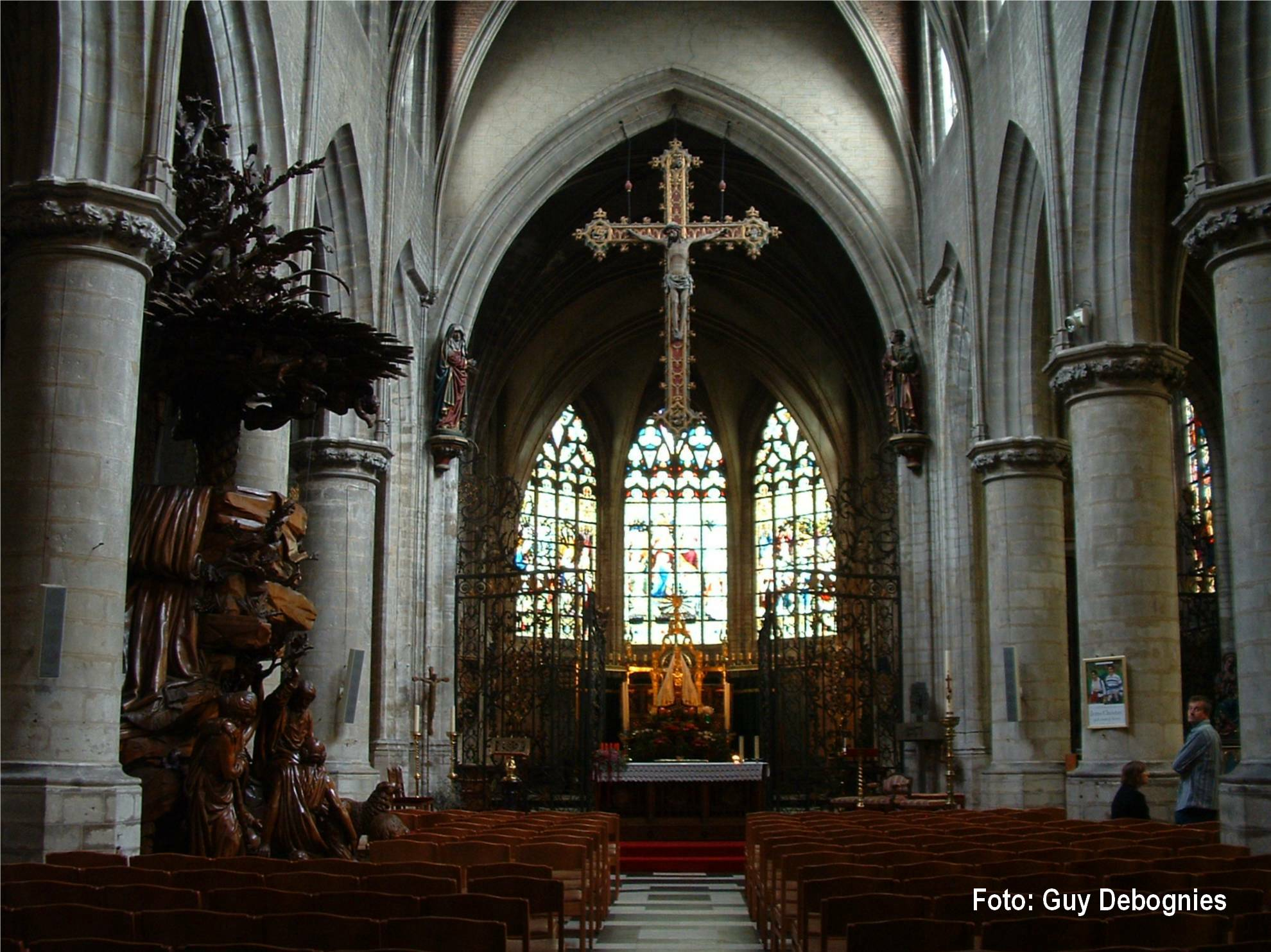
Het interieur van de kerk met het devotiebeeld van Maria, genaamd Stella Maris (d.i. Ster der Zee)

Als kartonfabriek wordt hij niet meer uitgebaat, maar na een grondige restauratie, is hij nu een nieuw leven begonnen als educatief centrum voor (schep)papier, karton en aandrijftechnieken. Tijdens demonstraties en/of groepsrondleidingen wordt getoond hoe handgeschept papier geproduceerd wordt. De oude stoommachine en waterwielen zijn nog allemaal in werking. De omgeving is als landschap beschermd (K.B., 21.01.1979).
- De Ensdellemolen
- De Onze-Lieve-Vrouwekapel
- De Van Cauwelaertskapel
- Het Wit Kapelleke, eveneens gewijd aan Onze-Lieve-Vrouw
- Het Sint-Victorinstituut
- Het Bezoekerscentrum De Lambiek is een centrum waar met verschillende elementen wordt uitgelegd hoe bier gemaakt wordt.
- Feestzaal DOC: de feestzaal DOC is gebouwd in de oude Colruyt winkel van Alsemberg (vandaar ook de naam DOC = De Oude Colruyt)
- De hoeve "Hoogveld": Deze hoeve uit de 19e eeuw is gelegen aan de Brusselsesteenweg. Ze is niet open voor publiek.
- De hoeve "Hof te Ingendaal": Deze hoeve uit de 18e eeuw is gelegen aan de Ingendaallaan. Ze is eveneens niet open voor publiek.
- De hoeve "Hof ter Meigemheide": Deze hoeve uit de 18e-19e eeuw is gelegen aan de F. Vandeplasstraat. Niet open voor publiek.
- Sint-Elisabethkerk (1951-52) in Sint-Genesius-Rode, ook voor parochianen uit Alsemberg.
- Watertoren Alsemberg, watertoren uit 2015

## Natuur en landschap
Alsemberg ligt op het Brabants Plateau en de hoogte bedraagt 56-120 meter. Het hoogste punt is de Alsemberg. De bodem is lemig. In het zuiden stroomt de Molenbeek in zuidwestelijke richting. Alsemberg is sterk verstedelijkt en is vastgebouwd aan de kom van Sint-Genesius-Rode, waarvan het gescheiden is door de Molenbeek.

### Toeristische routes
- Bruegelroute (57 km)
- Wegom (bedevaartstocht), met 15 kapelletjes en een Madonnabeeld (wandeling)

## Demografie

### Evolutie van het inwoneraantal
Opm:1831 t/m 1970=volkstellingen; 1976 = inwoneraantal op 31 december

## Politiek
Lijst van burgemeesters:
- Sebastiaen Vander Velden (-1803), maire
- Jacques-Louis Vialla (1803-1808), maire
- Jacques-François Sterckx (1808-1815), maire
- François De Haes (1815-1817), maire
- Jean-Baptiste Jacquemijns, maire
- Joos Meerts, maire
- Gillis Sterckx (?-1832)
- J. Heymans (1832-1833)
- Gillis Winderickx (1833-1855)
- August Winderickx (1855-1897)
- Xavier Winderickx (1897-1910), zoon van Gillis Winderickx en broer van August.
- Xavier Winderickx (1910-1936), zoon van August Winderickx.
- Emiel Frans Jozef Dielen (1936-1942)
- Karel Lodewijk de Roo-Dielen (1942-1944)
- Emiel Dielen (1944-1946)
- Jean-Albert (1947-?)

Op 1 januari 1977 werd Alsemberg een deelgemeente van Beersel en kregen ze een gemeenschappelijke burgemeester.

## Sport
De basketbalclub BBC Alsemberg die uitkomt in de provinciale reeksen is hier gevestigd.

## Nabijgelegen kernen
Sint-Genesius-Rode, Linkebeek, Beersel, Lot, Dworp